# Lạy Nữ Vương
Kinh Lạy Nữ Vương (hay Kính chào Đức Nữ vương, tiếng Latinh: Salve Regina) là một trong những kinh nguyện Maria của Giáo hội Công giáo Rôma. Kinh này thường được đọc cuối cùng trong chuỗi Kinh Mân Côi. Kinh đã được sáng tác vào thời Trung Cổ, có lẽ bởi một tu sĩ người Đức tên là Hermann thành Reichenau bằng tiếng Latinh. Vào thế kỷ 18, Kinh Lạy Nữ Vương đã trở thành trọng tâm của cuốn sách Thánh Mẫu học Cổ điển Công giáo của Thánh Alphonsus Liguori - một vị Tiến sĩ Hội thánh.

## Văn bản

### Bản Latinh
Salve, Regina, Mater misericordiae,
vita, dulcedo, et spes nostra, salve.
ad te clamamus
exsules filii Evae,
ad te suspiramus, gementes et flentes
in hac lacrimarum valle.
Eia, ergo, advocata nostra, illos tuos
misericordes oculos ad nos converte;
et Jesum, benedictum fructum ventris tui,
nobis post hoc exsilium ostende.
O clemens, O pia, O dulcis Virgo Maria.

### Bản tiếng Việt phổ thông
Lạy Nữ Vương Mẹ nhân lành
làm cho chúng con được sống, được vui, được cậy.
Thân lạy Mẹ,
chúng con, con cháu Evà
ở chốn khách đầy, kêu đến cùng Bà;
Chúng con ở nơi khóc lóc than thở kêu khấn Bà thương.
Hỡi ôi! Bà là Chủ bầu chúng con, xin ghé mắt thương xem chúng con.
Đến sau khỏi đày, xin cho chúng con được thấy Đức Chúa Giêsu,
Con lòng Bà gồm phúc lạ.
Ôi khoan thay, nhân thay, dịu thay, Thánh Maria trọn đời đồng trinh. Amen.

### Bản tiếng Việt, Kinh phụng vụ – kinh tối
Kính chào Đức Nữ vương,
Bà là Mẹ xót thương,
Ngọt ngào cho cuộc sống,
Kính chào lẽ Cậy trông.
Này con cháu E-và,
Thân phận người lưu lạc,
Chúng con ngửa trông Bà,
Kêu Bà mà khóc lóc,
Than thở với rên la
Trong lũng đầy nước mắt.
Bà là Nữ Trạng sư,
Nguyện đưa mắt nhân từ
Phía đoàn con ngoái lại,
Và sau đời khổ ải,
Xin Bà khứng tỏ ra,
Cho đoàn con được thấy
Quả phúc bởi lòng Bà:
Đức Giê-su khả ái.
Ôi lượng cả khoan hồng,
Ôi tấm lòng xót thương,
Ôi dịu hiền nhân hậu,
Trinh nữ Ma-ri-a.